# NU’EST
NU’EST (hangul: 뉴이스트, skrót od New Establish Style Tempo) – południowokoreański boysband k-popowy utworzony przez wytwórnię Pledis Entertainment w 2012 roku. Składał się z pięciu członków: JR, Aron, Baekho, Minhyun i Ren. Zespół zadebiutował 15 marca 2012 roku wydając pierwszy single album pt. Face. Zespół został rozwiązany 15 marca 2022 roku.
Nazwa ich oficjalnego fanklubu to L.O.∧.E.

## Historia

### Przed debiutem
Przed debiutem członkowie NU’EST wystąpili w wydawnictwach muzycznych swoich kolegów z wytwórni. Byli tancerzami w piosence „Wonder Boy” After School Blue i pojawili się w świątecznej piosence ich wytwórni – „Love Letter”. Wydali także własny teledysk do „Love Letter” jako Pledis Boys. JR pojawił się w teledysku do „Bangkok City” Orange Caramel i wystąpił w solowej piosence Uee – „Sok Sok Sok”. Baekho pojawił się w teledysku do „Play Ur Love” After School, a Minhyun wystąpił w teledysku do „Shanghai Romance” Orange Caramel.
JR, Minhyun, Aron i Ren pojawili się także u boku Lizzy z After School w reklamie New Balance. W czerwcu 2011 roku JR i Baekho pojawili się w programie Hello Counselor i zostali przedstawieni przez Kahi z After School jako dwaj członkowie nowej grupy. Zwróciło to uwagę widzów i stało się przedmiotem zainteresowania internautów. W kwietniu 2012 roku Minhyun i Ren również zwrócili na siebie uwagę jako modele pokazu „Big Park” projektanta Park Yoon-so podczas F/W 2012–13 Seoul Fashion Week.

### 2012: Debiut zFaceiAction

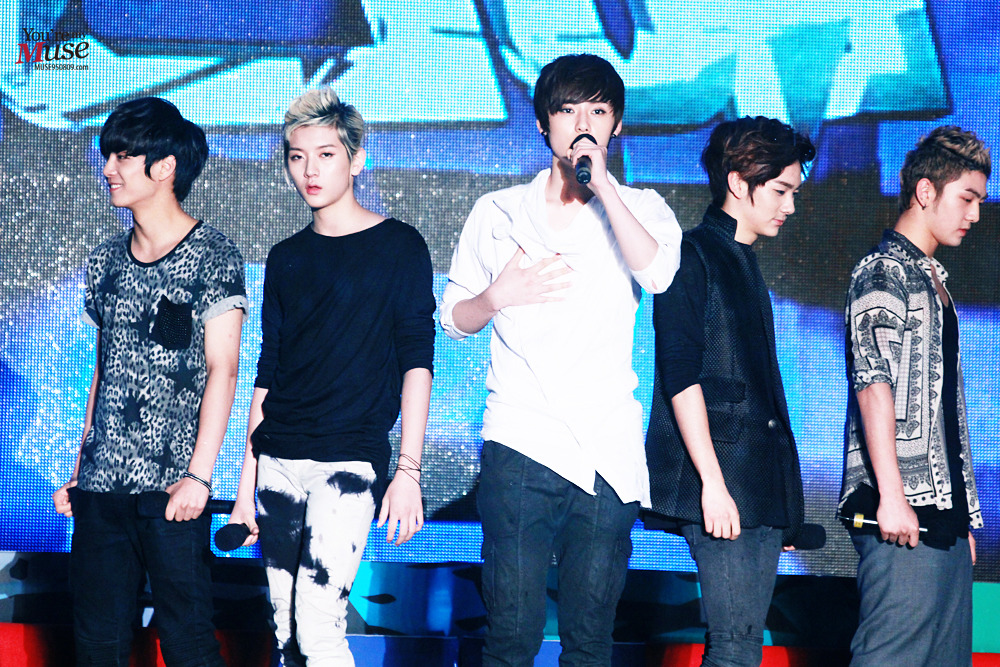
NU’EST, 16 września 2012

NU’EST zadebiutowali wydając pierwszy single album pt. Face 15 marca 2012 roku. Ich debiutancki występ odbył się w programie M Countdown tego samego dnia.
Grupa rozpoczęła nadawanie własnego reality show, Making of a Star: NU’EST Landing Operation, podczas okresu promocyjnego singla.
Kolejnym wydawnictwem był minialbum Action, który miał swoją premierę 11 lipca i zostali ambasadorami Koreańskiego Stowarzyszenia Skautów. Przez resztę roku NU’EST skupili się na ekspansji na światowy rynek, organizując imprezy w Japonii, Australii, innych częściach Azji i Stanach Zjednoczonych, w tym występując podczas KCON. W grudniu wystąpili w reklamie McDonald’s.

### 2013–2014:Hello,Sleep Talking,Re:BIRTHi debiut w Japonii
W styczniu 2013 roku Baekho i Ren zagrali w serialu Jeon Woo-chi, u boku należącej to ich wytwórni, Uee. Grupa powróciła z drugim minialbumem Hello (kor. 여보세요), 13 lutego. Tego samego dnia odbył się ich pierwszy ekskluzywny koncert Show Time NU’EST Time. W okresie promocyjnym członkowie wystąpili w programie SBS MTV Diary, wraz z zespołem Hello Venus. W marcu NU’EST świętowali swoją pierwszą rocznicę koncertem w Japonii, pt. NU’EST Debut 1st Anniversary Live Show Time.
22 sierpnia wydali trzeci minialbum Sleep Talking (kor. 잠꼬대), z głównym singlem o tym samym tytule.
Aby uczcić 400. odcinek programu Show! Music Core w marcu 2014 roku, Ren wykonał piosenkę „Something” grupy Girl’s Day; obok Minhyuka BtoB, Seungjina z A-Jax i Hongbina VIXX.
9 lipca NU’EST wydali pierwszy album studyjny, zatytułowany Re: BIRTH, z głównym singlem „Good Bye Bye”. 30 lipca ukazało się też pierwsze wydawnictwo w Japonii – kompilacja NU’EST BEST IN KOREA. 5 listopada ukazał się pierwszy japoński singel „Shalala Ring”.

### 2015–2016: Promocje w Japonii,Q is.iCanvas
27 lutego 2015 roku NU’EST wydali cyfrowy singel I’m Bad, a 15 marca jego fizyczną edycję limitowaną, z okazji trzeciej rocznicy. Baekho nie brał udziału nagraniu utworu tytułowego, ponieważ dochodził do siebie po operacji polipów strun głosowych, ale wystąpił w drugim utworze z wydawnictwa – „A Scene Without You” (kor. 나와 같은 차를 마시고 (A Scene Without You)). 2 kwietnia Minhyun nagrał utwór „The Aftermath” (kor. 후유증) we współpracy z koreańską artystką niezależną Fromm. 19 kwietnia Aron zakończył swoją pracę jako DJ w programie Music Access stacji Arirang. 3 maja grupa zorganizowała swój pierwszy showcase w Ameryce Północnej w Dallas, zorganizowany przez My Music Taste.
20 maja ukazał się drugi japoński singel „NA.NA.NA.Namida” (jap. NA.NA.NA.涙). 14 sierpnia Aron objął stanowisko DJ-a we własnym programie Aron's Hangout bloku SBS PopAsia. 18 listopada NU’EST wydali swój pierwszy japoński album studyjny, Bridge the World, po wcześniejszym wydaniu utworów „Bridge the World”, „Cherry”, „Access to You” oraz „Eternal Rain”.
Czwarty minialbum, Q is., ukazał się 17 lutego 2016 roku, wraz z głównym singlem „Overcome” (kor. 여왕의 기사). Promowanie płyty rozpoczęli następnego dnia.
Kolejny minialbum, pt. Canvas, i towarzyszący mu singel „Love Paint (every afternoon)” ukazały się 29 sierpnia.
Po czterech latach od debiutu zespół otrzymał pierwszą nominację do nagrody w programie muzycznym The Show. 6 października ukazał się teledysk do piosenki „Daybreak” z płyty. Utwór ten był specjalnym utworem unitu, śpiewanym przez Minhyuna i JR’a.

### 2017–2018:Produce 101 Season 2oraz NU’EST W
Czterech członków zespołu, JR, Baekho, Minhyun i Ren, uczestniczyło w programie survivalowym Produce 101 Season 2 w pierwszej połowie 2017 roku. Podczas uczestnictwa w programie wcześniej wydane albumy, w tym Q is. i Canvas, ponownie pojawiły się na południowokoreańskich rankingach albumów, odzwierciedlając nagły wzrost popularności grupy. Po ostatnim odcinku Produce 101 Season 2 wcześniejsze wydawnictwa NU’EST ponownie weszły na listy muzyczne i ukazały się na Gaon Chart. Zespół powrócił do programów muzycznych, aby promować swój singel „Hello” (wydany po raz pierwszy w 2013 roku) i zajął 11 miejsce w rankingu Inkigayo. Program Produce 101 Season 2 zakończył się zwycięstwem jednego z czterech współzawodniczących członków – Minhyunem, który zajął dziewiąte miejsce i został członkiem projektowej grupy Wanna One. W ostatnim odcinku Baekho uplasował się na 13., JR na 14., a Ren na 20. miejscu. Ze względu na charakter kontraktu między członkami Wanna One a CJ E&M, Minhyun promował wyłącznie jako członek Wanna One do stycznia 2019 roku, po czym powrócił do NU’EST.
Po zakończeniu programu, JR i Ren zostali modelami firmy kosmetycznej Labiotte. Następnie Baekho i Aron dołączyli do swoich kolegów z grupy w promowaniu marki. Ren dołączył do stałej obsady programu rozrywkowego Learning the Hard Way stacji JTBC. Aron pojawił się na singlu Rainy „Loop”.
NU’EST kontynuowali promocję jako czteroosobowa specjalna podgrupa, NU’EST W, do czasu powrotu Minhyuna pod koniec stycznia 2019 roku.

### 2019–2022:Happily Ever After,The Table,The NocturneiRomanticize
Po powrocie NU’EST ogłosili przedłużenie umowy z Pledis Entertainment. 15 marca wydali specjalny cyfrowy singel „Nolae jemog” (kor. 노래 제목) z okazji siódmej rocznicy ich debiutu.
3 kwietnia Minhyun wydał cyfrowy singel „Universe” jako przedpremierowy utwór z nadchodzącego albumu grupy. Premierze utworu towarzyszył teledysk nakręcony w Budapeszcie i Mediolanie. W dniach 12–14 kwietnia odbyły się pierwsze od sześciu lat solowe koncerty zatytułowane „Segno”, podczas których zagrali dla 36 tys. widzów. 29 kwietnia został wydany szósty minialbum pt. Happily Ever After wraz z singlem „Bet Bet”, będący pierwszym wydawnictwem od trzech lat oraz ostatnią częścią serii Knight Series. Album znalazł się na szczycie listy Gaon Album Chart. W maju NU’EST wydali oficjalne nagranie audio piosenki „Blessing”, która została nagrana jako kandydatka na ich debiutancką piosenkę w 2012 roku.
21 października grupa wydała siódmy minialbum The Table z głównym singlem „Love Me”. Piosenka wygrała we wszystkich pięciu głównych programach muzycznych, co oznaczało również pierwsze zwycięstwo grupy od debiutu.
11 maja 2020 roku zespół wydał ósmy minialbum, pt. The Nocturne, wraz z głównym utworem „I'm in Trouble”. Album znalazł się na szczycie tygodniowym listy albumów Gaon Chart. „I'm in Trouble” zadebiutował również na 6 pozycji na liście Gaon Digital Chart.
7 października zespół wydał swój drugi japoński album studyjny pt. DRIVE, który zajął 3. pozycję na liście Oricon Album Chart.
Premiera drugiego koreańskiego albumu studyjnego, zatytułowanego Romanticize, odbyła się 19 kwietnia 2021 roku.
28 lutego 2022 roku ogłoszono, że wyłączny kontrakt grupy z Pledis Entertainment wygaśnie 14 marca 2022 roku. Ogłoszono również, że członkowie Aron, JR i Ren opuszczą agencję po zakończeniu umowy, a Baekho i Minhyun odnowią kontrakt. Wraz z wiadomością o wygaśnięciu kontraktu, członkowie zespołu potwierdzili jego rozwiązanie poprzez listy do fanów. Album kompilacyjny, pt. Needle & Bubble, świętujący 10 rocznicę powstania zespołu został wydany 15 marca. Tego samego dnia grupa zakończyła swoją działalność.

## Członkowie
| Pseudonim   | Pseudonim | Prawdziwe imię             | Prawdziwe imię   | Data urodzenia        | Pozycja                                     |
| Latynizacja | Hangul    | Latynizacja                | Hangul           | Data urodzenia        | Pozycja                                     |
| ----------- | --------- | -------------------------- | ---------------- | --------------------- | ------------------------------------------- |
| JR          | –         | Kim Jong-hyeon             | 김종현           | 8 czerwca 1995(dts)   | lider, główny raper, główny tancerz, wokal  |
| Aron        | –         | Aron Kwak / Kwak Young-min | 아론 콱 / 곽영민 | 21 maja 1993(dts)     | prowadzący raper, prowadzący tancerz, wokal |
| Baekho      | 백호      | Kang Dong-ho               | 강동호           | 21 lipca 1995(dts)    | główny wokal                                |
| Minhyun     | 민현      | Hwang Min-hyun             | 황민현           | 9 sierpnia 1995(dts)  | wokal prowadzący                            |
| Ren         | 렌        | Choi Min-ki                | 최민기           | 3 listopada 1995(dts) | wokal, maknae                               |

## Podgrupy

### NU’EST M
W listopadzie 2013 roku Pledis Entertainment ogłosiło utworzenie podgrupy NU’EST M, we współpracy z Yuehua Entertainment, ukierunkowanej na rynek chiński. W jej skład weszli wszyscy członkowie zespołu oraz nowy członek – Jason z Yuehua Entertainment. Podgrupa była aktywna jedynie na chińskim rynku muzycznym. Podgrupa nagrała dwie piosenki: chińskie wersje singli „Face” i „Sleep Talking”. W 2014 roku umowa Pledis Entertainment z Yuehua Entertainment została rozwiązana, wskutek czego Jason opuścił grupę.

### NU’EST W
17 lipca 2017 roku Pledis Entertainment założyło NU’EST W. Grupa składała się z czterech członków NU’EST, promujących razem pod nieobecność Minhyuna (który wówczas promował się z Wanna One). NU’EST W wydali łącznie trzy minialbumy (W, Here; Who You i Wake; N) przed rozwiązaniem podgrupy w dniu 31 grudnia 2018 roku, wraz z powrotem Minhyuna.

## Dyskografia
| Albumy studyjne - Re:Birth (2014) - Romanticize (2021) Minialbumy - Action (2012) - Hello (kor. 여보세요) (2013) - Sleep Talking (kor. 잠꼬대) (2013) - Q is. (2016) - Canvas (2016) - Happily Ever After (2019) - The Table (2019) - The Nocturne (2020) Single CD - Face (2012) Kompilacje - Needle & Bubble (2022) | Albumy studyjne - Bridge the World (2015) - Drive (2020) Kompilacje - NU’EST Best in Korea (2014) |

## Trasy i koncerty
| Rok  | Nazwa                                            |
| ---- | ------------------------------------------------ |
| 2012 | NU’EST „The 1st Face to Face”                    |
| 2013 | NU’EST Show Time In Seoul                        |
| 2013 | NU’EST Debut 1st Anniversary Live Show Time      |
| 2013 | NU’EST L.O.Λ.E. TOUR                             |
| 2014 | NU’EST Debut 2nd Anniversary Live Show Time 2    |
| 2014 | NU’EST Japan Tour One L.O.∧.E                    |
| 2014 | NU’EST Latinoamerica Tour                        |
| 2014 | NU’EST Autumn Live                               |
| 2014 | Re:Sponse Europe Tour                            |
| 2014 | NU’EST Re:Birth In Thailand                      |
| 2015 | NU’EST Live Tour Show Time 3                     |
| 2015 | NU’EST First Solo Show In Dallas                 |
| 2015 | NU’EST Summer Vacation In Korea                  |
| 2015 | NU’EST World Tour Concert RE:VIVE                |
| 2015 | NU’EST Japan Tour „Bridge the World”             |
| 2015 | NU’EST „Bridge the World Live”                   |
| 2016 | NU’EST Live Tour Show Time 4                     |
| 2019 | NU’EST 2019 CONCERT: SEGNO at Seoul, South Korea |